# Арсенал (шрифт)
Арсенал — сучасний український діловий шрифт, розроблений дизайнером Андрієм Шевченком у чотирьох накресленнях (Regular, Italic, Bold, Bold Italic). Містить знаки кирилиці та латиниці, капітелі, звичайні та старостильні цифри, кілька альтернативних та історичних знаків, а також розчеркові форми для великих літер.

## Історія створення
Перший відкритий загальноукраїнський конкурс шрифтових гарнітур «Український шрифт» відбувся 2011-го року під патронатом центру української культури КММК «Мистецький Арсенал» спільно з Благодійним фондом «Мистецький Арсенал» на конкурсній платформі креативної агенції StairsforDesign за ідеєю й ініціативою Михайла Ілька — засновника креативної агенції та члена правління благодійного фонду.
Метою конкурсу було створити новий конкурентоздатний шрифт, який би відповідав трьом ключовим критеріям «сучасного», «ділового» й «українського», та забезпечити його розповсюдження та вільний доступ до його використання в Україні та за її межами. Він мав задовольняти потреби державних установ, популярних медія, навчальних і наукових інституцій, бізнесу та приватних користувачів. Організатори сподівалися, що комп'ютерна гарнітура в перспективі буде включена до стандартних бібліотек дистрибутивів операційних систем Windows, Mac і Лінукс.
Переможця визначали у два етапи. На першому етапі 29 поданих робіт оцінювала експертна група, до якої увійшли Василь Чебаник, Ярослав Куць і Юрій Крукевич. На другому етапі 10 відібраних робіт оцінювало журі, до якого увійшли Попович Мирослав Володимирович, Малкович Іван Антонович, Івшина Лариса Олексіївна, Заболотна Наталія Пилипівна, а також її заступник, голова правління благодійного фонду та автор ідеї.
За результатами конкурсу, Андрій Шевченко зайняв перше місце зі своєю роботою. Презентацію шрифту провели 4 жовтня 2012 року.

## Розповсюдження шрифту
Шрифт випущено під вільною та відкритою ліцензією SIL Open Font License. Його можна безкоштовно завантажити з офіційного сайту та інших джерел та створювати похідні шрифти на його основі.
Першими використовувати шрифт почали організатори конкурсу, зокрема, НКММК «Мистецький Арсенал» та Благодійний фонд «Мистецький Арсенал» почали вести свої сайти та діловодство за допомогою нового шрифту, подаючи приклад для наслідування та закликаючи до впровадження шрифту в масове використання в діловодстві та повсякденному житті.
У 2016 році Олексій Ваняшин (англ. Alexei Vanyashin, рос. Алексей Ваняшин) в результаті роботи проєкту Cyreal, який він веде, оприлюднив форк з розширеним набором кириличних гліфів, а також підтримкою в'єтнамської мови, яку додала дизайнерка Нюнг Нгуєн (англ. Nhung Nguyen, в'єт. Nguyễn Hồng Nhung). У 2023 році Борис Вейцман (англ. Boris Veytsman) додав підтримку цього шрифту до LATEXу та математичні можливості. Відповідний пакунок був опублікуваний у мережі CTAN і ввійшов до стандартних дистрибутивів ΤΕΧу. У листопаді 2023 року журнал La Lettre GUTenberg групи GUTenberg обрав його шрифтом номера.
У 2017 році шрифт додали до каталогу Google Fonts. Станом на початок листопада 2019 року його використовували через API понад 43 тисячі вебсайтів із 11,2 млн запитів до API на тиждень. А на другу половину листопада 2022 року — понад 87 тисяч вебсайтів із 29,1 мільйонами запитів на тиждень. У першій половині вересня 2023 року — понад 66 тисяч вебсайтів із 44,4 мільйонами запитів на тиждень, найбільша кількість яких була з України, Таїланду, США, Туреччини та В'єтнаму. Проєкт Fontsource, який у тому числі кешує шрифти Google Fonts, дозволяє встановлювати його також як пакунок npm.
Шрифт не став стандартом ведення документації в Україні супроти сподівань організаторів конкурсу. Щодо нього не приймали рішень, зокрема про впровадження єдиним діловим шрифтом у державі.